# Софийская область
Софи́йская о́бласть (болг. Софийска област) — область на западе Болгарии.
Административный центр области расположен в столице Болгарии — в городе София, причём София входит в самостоятельную городскую область «София».

## География
Площадь территории, занимаемой областью, 7059 км².
Софийская область граничит:
- на севере с Монтанской и Врачанской областями Болгарии;
- на северо-востоке с Ловечской областью Болгарии;
- на востоке с Пловдивской областью Болгарии;
- на юго-востоке с Пазарджикской областью Болгарии;
- на юге с Благоевградской областью Болгарии;
- на юго-западе с Кюстендилской областью Болгарии;
- на западе с Перникской областью и городской областью София;
- на северо-западе с Сербией.

## Административное деление

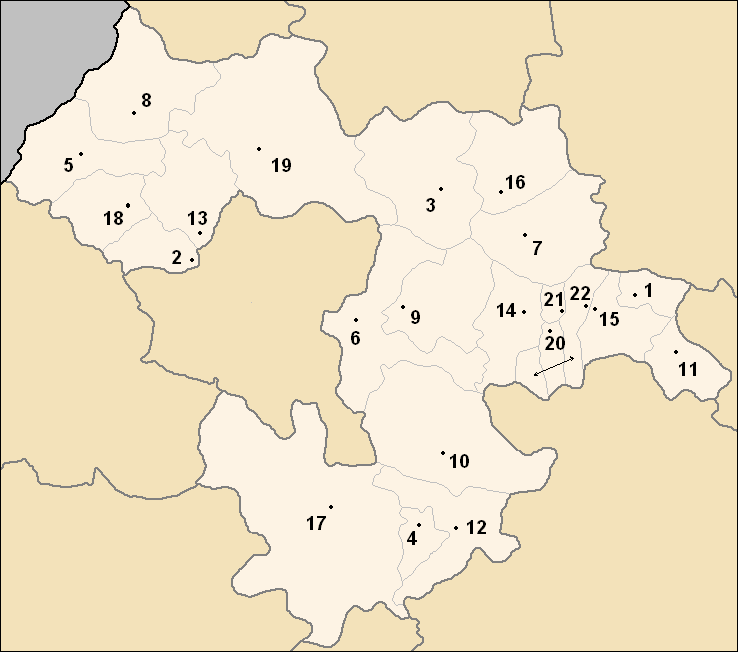
Общины Софийской области

Административно область делится на 22 общины:
1. Община Антон (1634 человека[2]).
2. Община Божуриште (7144 человека[2]).
3. Община Ботевград (34 880 человек[2]).
4. Община Долна-Баня (4827 человек[2]).
5. Община Драгоман (5524 человека[2]).
6. Община Елин-Пелин (22 920 человек[2]).
7. Община Етрополе (13 512 человек[2]).
8. Община Годеч (5626 человек[2]).
9. Община Горна-Малина (6216 человек[2]).
10. Община Ихтиман (18 838 человек[2]).
11. Община Копривштица (2536 человек[2]).
12. Община Костенец (13 655 человек[2]).
13. Община Костинброд (17 104 человека[2]).
14. Община Мирково (2627 человек[2]).
15. Община Пирдоп (8937 человек[2]).
16. Община Правец (8473 человека[2]).
17. Община Самоков (40 161 человек[2]).
18. Община Сливница (9563 человека[2]).
19. Община Своге (22 657 человек[2]).
20. Община Чавдар (1362 человека[2]).
21. Община Челопеч (1772 человека[2]).
22. Община Златица (6172 человека[2]).

## Население
Население области на 2011 год — 256 140 человек.
| Этнические группы (2011) | Этнические группы (2011) | Этнические группы (2011) | Этнические группы (2011) | Этнические группы (2011) |
| Этническая группа        |                          |                          | Процент                  |                          |
| ------------------------ | ------------------------ | ------------------------ | ------------------------ | ------------------------ |
| Болгары                  |                          |                          | 91.4 %                   |                          |
| Цыгане                   |                          |                          | 7.4 %                    |                          |
| Другие                   |                          |                          | 1.2 %                    |                          |

В области есть 18 городов — Божуриште (4970 жителей), Ботевград (22 104 жителя), Годеч (4604 жителя), Долна-Баня (4812 жителей), Драгоман (3419 жителей), Елин-Пелин (7045 жителей), Етрополе (11 687 жителей), Златица (5364 жителя), Ихтиман (13 792 жителя), Копривштица (2537 жителей), Костенец (7344 жителя), Костинброд (11 824 жителя), Момин-Проход (1757 жителей), Правец (4555 жителей), Самоков (28 150 жителей), Своге (8512 жителей), Сливница (7602 жителя), Пирдоп (8105 жителей). Также на территории Софийской области расположены 265 сёл(см. сёла Софийской области).